# Крњеуве
Крњеуве су насељено мјесто код Кистања, у Далмацији. Припадају општини Кистање у Шибенско-книнској жупанији, Хрватска. Према попису становништва из 2011. године у насељу је живело 74 становника. Према прелиминарним подацима са последњег пописа 2021. године у месту је живело 59 становника.

## Географија
Крњеуве се састоје од засеока Шарићи и Гњидићи и налазе се око 12 км југозападно од Кистања.

## Историја
У Другом светском рату само из Шарића погинуло је 12 момака, бораца обје српске војске, а непосредно при крају рата још толико их је напустило родни крај, неки од њих и заувјек.
Крњеуве су добиле електричну струју 1971. године, први телевизор 1972, док је асфалтни пут ширине 3 м (као и у свим околним селима осим Смрдеља) стигао кроз село 1977, кад је саграђен и водовод. Сви ови радови финансирани су углавном самодоприносом мештана и добровољним радом, уз симболичну помоћ општине и републике. Телефонски прикључак за више од пола домаћинстава, уведен је 1989. године.
Крњеуве се од распада Југославије до августа 1995. године налазиле у Републици Српској Крајини. До територијалне реорганизације у Хрватској насеље се налазило у саставу бивше велике општине Книн.

## Становништво
Према попису из 1991. године, Крњеуве су имале 245 становника, од чега 242 Срба и 3 остала. Према попису становништва из 2001. године, Крњеуве су имале 62 становника. Крњеуве су према попису из 2011. године имале 74 становника, и биле су углавном насељене Србима.
| Национални састав према попису из 1991.‍ | Национални састав према попису из 1991.‍ | Национални састав према попису из 1991.‍ | Национални састав према попису из 1991.‍ | Национални састав према попису из 1991.‍ |
| --------------------------------------- | --------------------------------------- | --------------------------------------- | --------------------------------------- | --------------------------------------- |
|                                         |                                         |                                         |                                         |                                         |
| Срби                                    | Срби                                    |                                         | 242                                     | 98,78%                                  |
| Словенци                                | Словенци                                |                                         | 1                                       | 0,40%                                   |
| неопредељени                            | неопредељени                            |                                         | 1                                       | 0,40%                                   |
| непознато                               | непознато                               |                                         | 1                                       | 0,40%                                   |
| укупно: 245                             |                                         |                                         |                                         |                                         |

| Националност       | 1991. | 1981. | 1971. | 1961. |
| Срби               | 242   | 247   | 297   | 330   |
| Југословени        |       | 10    | 1     |       |
| Хрвати             |       | 1     | 1     |       |
| Словенци           |       | 1     |       |       |
| остали и непознато | 3     | 2     | 4     |       |
| Укупно             | 245   | 261   | 303   | 330   |

| Демографија | Демографија | Демографија |
| Година      | Становника  | Становника  |
| ----------- | ----------- | ----------- |
| 1961.       | 330         |             |
| 1971.       | 303         |             |
| 1981.       | 261         |             |
| 1991.       | 245         |             |
| 2001.       | 62          |             |
| 2011.       | 74          |             |

## Родови
У Крњеувама су до 1995. године живели родови:
Православци
- Гњидићи, славе Св. Николу
- Павићи, славе Св. Николу
- Шарићи, славе Св. Николу